# Biff Byford
Peter "Biff" Byford (Honley; 15 de enero de 1951) es un músico, compositor y productor discográfico inglés, conocido por ser el vocalista y uno de los miembros fundadores de la banda de heavy metal Saxon. Desde su fundación ha sido junto con el guitarrista Paul Quinn los únicos músicos originales de la agrupación que han permanecido hasta el día de hoy, por ende ha participado de todos los álbumes.

## Biografía
Biff Byford nació en el pequeño pueblo de Honley cerca de Huddersfield, pero gran parte de su niñez y adolescencia la vivió en Skelmanthorpe al sur de Yorkshire del Oeste. Su familia era bastante humilde, ya que su padre trabajaba en una mina de carbón mientras que su madre era empleada textil. Comenzó su carrera como vocalista y además como bajista en la banda Coast, donde conoció al guitarrista Paul Quinn. En 1976 ambos músicos se unieron al guitarrista Graham Oliver y al bajista Steve Dawson y fundaron Son of a Bitch, que dos años más tarde y con la inclusión de Pete Gill en la batería, pasó a llamarse Saxon. En la agrupación es uno de los principales compositores y desde Solid Ball of Rock de 1990 ha colaborado en la parte técnica de todos los discos, ya sea como mezclador o productor.
En 2007 escribió su autobiografía llamada Never Surrender, cuyo título lo tomó de la canción del mismo nombre. El 18 de enero de 2010 la página web Gigwise afirmó que él inició una campaña dentro de sus fanáticos para que nombraran al heavy metal como su religión en el censo del Reino Unido de 2011, inspirado en el fenómeno que en 2001 creó el jediismo. En 2013, la campaña ganó el premio Metal Hammer Golden Gods en la categoría evento del año, cuyo galardón le fue otorgado a él en persona.
Adicional a su carrera en Saxon, Byford ha colaborado con otros artistas en sus respectivas producciones, ya sea como vocalista o como narrador. En 2013 y junto a Tony Ritchie fundó un proyecto paralelo denominado The Scintilla Project, que en 2014 publicaron su disco debut The Hybrid.

## Discografía

### Saxon
- Anexo:Discografía de Saxon

### Colaboraciones
- 1989: Air Pavilion - Kaizoku (voz en «She's Hot Stuff»)
- 1990: Fastway - Bad Bad Girls
- 1999: Freedom Call - Taragon (narración en «Tears of Taragon»)
- 2005: Destruction - Inventor of Evil (voz en «The Alliance of Hellhoundz»)
- 2007: Helloween - Gambling with the Devil (narración en «Crack the Riddle»)
- 2008: Doro - Celebrate – The Night of the Warlock (voz en «Celebrate»)
- 2009: Doro - Fear No Evil (coros adicionales en «Celebrate»)
- 2009: HammerFall - No Sacrifice, No Victory (coros)
- 2010: Helloween - 7 Sinners (narración en «Who is Mr. Madman?»)
- 2010: Pharao - Road to Nowhere (voz en «On the Attack»)
- 2011: Bullet - Highway Pirates (gaita en «Highway Pirates»)
- 2012: Crime of Passion - To Die For (voz en «Blackened Heart»)
- 2013: Avantasia - The Mystery of Time (voz en «Black Orchid», «Savior of the Clockwork» y «The Great Mystery»)
- 2014: Ronnie James Dio - This is Your Life (voz en «Startruck»)
- 2014: The Scintilla Project - The Hybrid (voz)